# Tham mưu trưởng Quân chủng Phòng không – Không quân Việt Nam
Tham mưu trưởng Quân chủng Phòng không - Không quân thường gọi tắt là Tham mưu trưởng Không quân là sĩ quan cao cấp của Quân chủng Phòng không – Không quân và là một thành viên trong Bộ Tổng tham mưu Quân đội nhân dân Việt Nam. Tham mưu trưởng Không quân báo cáo trực tiếp với Tư lệnh Quân chủng Phòng không - Không quân Việt Nam về tất cả những vấn đề liên quan đến phòng không và không quân trong đó có việc chỉ huy, sử dụng nguồn lực và hoạt động hữu hiệu của lực lượng phòng không và không quân.
Tham mưu trưởng Không quân Việt Nam là cố vấn chính của Chủ tịch nước Cộng hòa xã hội chủ nghĩa Việt Nam, Bộ trưởng Quốc phòng và Tư lệnh Quân chủng Phòng không - Không quân Việt Nam về những hoạt động chiến tranh không quân. Tham mưu trưởng Không quân Việt Nam do Bộ trưởng Quốc phòng bổ nhiệm.

## Điều kiện
- Là công dân Việt Nam
- Ít nhất là 35 tuổi
- Ít nhất phải tốt nghiệp Đại học trở lên và có quân hàm Thiếu tướng
- Được Bộ trưởng Quốc phòng bổ nhiệm giữ chức Tham mưu trưởng Quân chủng Phòng không – Không quân Việt Nam

## Tổ chức văn phòng
Văn phòng Tham mưu trưởng Phòng Không - Không Quân gồm có Tham mưu trưởng, các Phó Tham mưu trưởng, các Trợ lý và các thành viên khác của Phòng không – Không quân Việt Nam

## Danh sách
| Thứ tự | Họ tên          | Cấp bậc                                | Thời gian đảm nhiệm | Ghi chú |
| ------ | --------------- | -------------------------------------- | ------------------- | --- |
| 1      | Hoàng Ngọc Diêu | Trung tướng (1986)                     | 1969 - 1975         | |
| 2      | Nguyễn Ngọc Độ  | Thiếu tướng (1985)                     | 1979 - 1987         | Phó Tư lệnh Quân chủng Không quân                                                                            |
| 3      | Nguyễn Hồng Nhị | Thiếu tướng (1985)                     | 1987 - 1989         | |
| 4      | Phạm Phú Thái   | Trung tướng (2008)                     | 1999 - 2002         | Bí thư Đảng ủy, Phó Tư lệnh Chính trị                                                                        |
| 5      | Võ Văn Tuấn     | Thiếu tướng (2008) Thượng tướng (2016) | 2008 - 2011         | Phó Tổng Tham mưu trưởng (2011-2017)                                                                         |
| 6      | Nguyễn Văn Thọ  | Thiếu tướng (2011)                     | 2011 - 2017         | nguyên Sư đoàn trưởng Sư đoàn Không quân 372                                                                 |
| 7      | Vũ Văn Kha      | Thiếu tướng (2017) Trung tướng (2021)  | 2017 - 6.2020       | nguyên Sư đoàn trưởng Sư đoàn Không quân 370 Quyền Tư lệnh Quân chủng Phòng không - Không quân (2019 - 2023) |
| 8      | Nguyễn Văn Hiền | Thiếu tướng (2018) Trung tướng (2023)  | 6.2020- 19.05.2023  | nguyên Sư đoàn trưởng Sư đoàn Phòng không 365 Tư lệnh Quân chủng Phòng không - Không quân (2023-nay)         |
| 9      | Vũ Hồng Sơn     | Thiếu tướng                            | 5.2023 - 28.06.2025 | |
| 10     | Bùi Đức Hiền    | Thiếu tướng                            | 6.2025 - nay        | |